# Средњоамеричке пирамиде
Многе древне средњоамеричке цивилизације градиле су пирамидалне грађевине. Оне су обично биле степенасте пирамиде с храмом на врху; много сличније зигуратима Месопотамије него пирамидама старог Египта. Највећа пирамида у средњоамеричком подручју — а највећа и на свету по маси – је Велика пирамида у Чолули, у мексичкој држави Пуебла.

## Астечка цивилизација
Астеци, народ богате митологије и културног наслеђа, доминирао је централним Мексиком у 14, 15. и 16. веку. Њихов главни град био је Теночтитлан на обали језера Тескоко – на месту модерног града Мексика. Они су језички и културно били блиски Толтецима, чији су грађевински стил усвојили и дорадили.
- Велика пирамида у Теночтитлану
- Малиналко
- Хочикалко

## Цивилизација Маја
- За више информација, види: Цивилизација Маја

Маје су народ из јужног Мексика и северне Централне Америке (Гватемала, Белизе, западни Хондурас и Салвадор) са историјом дугом 3.000 година. Археолошки докази показују да су Маје почеле да граде церемонијалне грађевине пре око 3.000 година. Најранији споменици биле су надгробне хумке, претече спектакуларних степенастих пирамида из пре-класичног и каснијег периода. Ове пирамиде грађене су од богато клесаног камења да би се створила слика степеништа ка небу. Многе од ових грађевина имале су на врху платформу на којој је био саграђена мала посветна грађевина повезана са неким од божанстава мајанске митологије. Пирамидалне грађевине су биле подизане и да би служиле као гробнице моћних владара. Пирамидале грађевине појављују се у великом броју варијетета облика и намене, у зависности од периода и региона.
- Алтун Ха
- Калакмул
- Каракол
- Чичен Ица
- Паленке
- Тикал
- Усмал

## Цивилизација Тараскана
Тараскани су домородачки амерички народ смештен у држави Мичоакан. Предшпанска тарасканска архитектура је позната по степенастим пирамидама у облику слова „Т“, познатим као yácata.
- Тзинтзунтзан

## Теотиваканска цивилизација
Теотиваканска цивилизација, која је цветала од око 300. п. н. е. до 500. не, у свом највећем опсегу простирала се већим делом Средње Америке. Теотиваканску хегемонију су ускоро потом збацили Толтеци. 
- Теотивакан

## Цивилизација Толтека
Толтеци су доминирали већим делом централног Мексика између 10. и 12. века. Њиховим језиком, наватл, говорили су и Астеци.
- Тула

## Тотонак цивилизација
Народ Тотонак владао је значајним делом обале Мексичког залива од 1. до 13. века. Најпознатија тотоначка пирамида, у њиховом главном граду Ел Тахин, је мања од пирамида њихових суседа и наследника, али компликованија.
- Ел Тахин

## Цивилизација Запотека
Запотеци су развили једну од најранијих средњоамеричких култура у долини Оахака, између 900. године п. н. е. до око 1300. године н. е.
- Монте Албан